# AACTA Award du meilleur scénario original
L’AACTA Award du meilleur scénario original (AACTA Award for Best Original Screenplay) est une récompense cinématographique australienne décernée chaque année depuis 1978 par l'Australian Academy of Cinema and Television Arts, laquelle décerne également tous les autres AACTA Awards.
À l'origine appelé AFI Award du meilleur scénario original, l'intitulé actuel date de 2012, lorsque l'Australian Film Institute a été remplacé par l'Australian Academy of Cinema and Television Arts.

## Palmarès

### AFI Awards(de 1978 à 2010)

#### Années 1970
- 1985 : Ray Lawrence et Peter Carey pour Bliss

#### Années 2000
- 2000 : Russian Doll – Stavros Kazantzidis et Allanah Zitserman
  - Better Than Sex – Jonathan Teplitzky
  - Me Myself I – Pip Karmel
  - My Mother Frank – Mark Lamprell
- 2001 : The Bank (en) – Robert Connolly
  - La spagnola – Anna Maria Monticelli
  - Mullet – David Caesar
  - Yolngu Boy – Chris Anastassiades
- 2002 : Walking on Water – Roger Monk
  - Beneath Clouds – Ivan Sen
  - The Man Who Sued God – Don Watson
  - The Tracker – Rolf de Heer
- 2003 : Japanese Story – Alison Tilson
  - Crackerjack – Mick Molloy et Richard Molloy
  - Gettin' Square – Chris Nyst
  - Travelling Light – Kathryn Millard
- 2004 : Somersault – Cate Shortland
  - Love's Brother – Jan Sardi
  - The Finished People – Khoa Do, Rodney Anderson, Joe Le et Jason McGoldrick
  - Tom White – Alkinos Tsilimidos
- 2005 : Look Both Ways – Sarah Watt
  - Little Fish – Jacquelin Perske
  - The Proposition – Nick Cave
  - Wolf Creek – Greg McLean
- 2006 : 10 canoës, 150 lances et 3 épouses (Ten Canoes) – Rolf de Heer
  - 2h37 (2:37) – Murali K. Thalluri
  - Le Feu sous la peau (Suburban Mayhem) – Alice Bell
  - Kenny – Shane Jacobson et Clayton Jacobson
- 2007 : non décerné
- 2008 : The Black Balloon – Elissa Down et Jimmy the Exploder
  - Hey Hey It's Esther Blueburger – Cathy Randall
  - The Jammed – Dee McLachlan
  - The Square – Joel Edgerton et Matthew Dabner
- 2009 : Samson et Delilah (Samson and Delilah) – Warwick Thornton
  - Cedar Boys – Serhat Caradee
  - Mary et Max (Mary and Max) – Adam Elliot
  - My Year Without Sex – Sarah Watt

#### Années 2010
- 2010 : Animal Kingdom – David Michôd
  - Commandos de l'ombre (Beneath Hill 60) – David Roach
  - Bright Star – Jane Campion
  - Daybreakers – Michael et Peter Spierig

### AACTA Awards(depuis 2012)

#### Années 2010
- 2012 : Griff the Invisible – Leon Ford (en)
  - The Loved Ones – Sean Byrne
  - Mad Bastards – Brendan Fletcher
  - Red Hill – Patrick Hughes
- 2013 : Wish You Were Here – Kieran Darcy-Smith et Felicity Price
  - Burning Man – Jonathan Teplitzky
  - Mental – PJ Hogan
  - Ne convient pas pour les enfants – Michael Lucas
- 2014 : The Rocket – Kim Mordaunt
  - 100 Bloody Acres – Colin Cairnes et Cameron Cairnes
  - Drift – Morgan O'Neill et Tim Duffy
  - Mystery Road – Ivan Sen